# Performatividade de gênero
Performatividade de gênero é um conceito apresentado pela filósofa feminista pós-estruturalista Judith Butler em seu livro de 1990, Gender Trouble. Ela argumenta que o gênero não é um traço fixo e inerente, mas uma identidade fluida construída por meio de comportamentos, gestos e ações repetidos. Essa perspectiva se baseia em ideias da teoria dos atos de fala e da performance teatral, sugerindo que a encenação consistente de comportamentos de gênero cria a ilusão de uma identidade de gênero estável.
Ao enfatizar que o gênero é continuamente constituído por meio de normas e práticas culturalmente prescritas, Butler procura desafiar as concepções binárias tradicionais de sexo e abrir espaço para reinterpretações subversivas, onde os próprios atos que perpetuam as normas de gênero podem ser reimaginados para contestar e transformar essas normas.

## Teoria
Baseando-se na teoria dos atos de fala do filósofo da linguagem John L. Austin, Butler sugere que o gênero é performativo, o que significa que ele surge por meio de práticas sociais, gestos e discursos repetidos que reforçam normas de masculinidade e feminilidade. Essa repetição cria a ilusão de uma identidade de gênero estável, mas Butler enfatiza que essas performances não são voluntárias nem fixas; ao contrário, são moldadas por expectativas culturais e podem ser subvertidas por meio de performances alternativas. Outras influências incluem Friedrich Nietzsche, Michel Foucault e Jacques Derrida.:581 
Butler caracteriza o gênero como o efeito da atuação reiterada, que produz o efeito de um gênero estático ou normal, ocultando a contradição e a instabilidade do ato de gênero de qualquer pessoa. Esse efeito produz o que podemos considerar como "verdadeiro gênero", uma narrativa sustentada pelo "acordo coletivo tácito para realizar, produzir e sustentar gêneros discretos e polares à medida que as ficções culturais são obscurecidas pela credibilidade dessas produções – e pelas punições que não concordam em acreditar nelas".:179
Na hipótese de Butler, o aspecto socialmente construído da performatividade de gênero é talvez mais óbvio na performance drag, que oferece uma compreensão rudimentar da binaridade de gênero em sua ênfase no desempenho de gênero. Butler entende que o drag não pode ser considerado como um exemplo de identidade subjetiva ou singular, onde "há algum 'um' que é anterior ao gênero, aquele que vai para o guarda-roupa de gênero decide com deliberação qual gênero será hoje".:21 Consequentemente, o drag não deve ser considerado a expressão honesta da intenção de sue performista. Em vez disso, Butler sugere que o que é realizado "só pode ser compreendido através de referência ao que é barrado do signatário dentro do domínio da legibilidade corpórea".:24

## Aplicações

### Primeira infância
Butler sugere tanto em "Critically Queer" quanto em "Melancholy Gender" que a capacidade da criança/sujeito de lamentar a perda do responsável do mesmo sexo como um objeto de amor viável é barrada. Seguindo a noção de melancolia de Sigmund Freud, tal repúdio resulta em uma identificação aumentada com o Outro que não pode ser amado, resultando em performances de gênero que criam alegorias e internalizam o amor perdido que o sujeito é posteriormente incapaz de reconhecer ou sofrer. Butler explica que "um gênero masculino é formado a partir da recusa em lamentar o masculino como uma possibilidade de amor; um gênero feminino é formado (presumido, assumido) através da fantasia de que o feminino é excluído como um possível objeto de amor, uma exclusão nunca sofreu, mas 'preservada' através do aumento da própria identificação feminina".:25

### Identidade queer
O modelo butleriano apresenta uma perspectiva queer sobre a performance de gênero e explora a possível intersecção entre papéis de gênero e heterossexualidade compulsória. Esse modelo diverge da estrutura analítica hegemônica de gênero que muitos afirmam ser heteronormativa, contendendo com as maneiras pelas quais atores queer problematizam a construção tradicional de gênero. Butler adapta o termo psicanalítico "melancolia" para conceituar o subtexto homoerótico como ele existe na literatura ocidental e especialmente a relação entre escritoras, seu gênero e sua sexualidade. Melancolia lida com luto, mas para casais homossexuais não é apenas o luto pela morte do relacionamento; em vez disso, é a rejeição social do relacionamento em si e a capacidade de lamentar, levando assim à repressão desses sentimentos. Essa ideia se reflete no ativismo organizado por grupos políticos como o ACT UP durante a crise da AIDS. Muitos dos sobreviventes que participaram desse ativismo eram homossexuais que perderam seus parceiros para a doença. Os sobreviventes celebraram os mortos acolchoando seus trapos, reaproveitando seus pertences e exibindo seus próprios corpos para luto prematuro. Todos esses protestos equivaleram à mensagem de que alguma parte deles será deixada no mundo depois que eles tiverem expirado.

## Recepção
Amelia Jones propõe que esse modo de ver gênero ofereceu uma maneira de ir além das teorias do olhar e do fetichismo sexual, que haviam alcançado muita proeminência no feminismo acadêmico, mas que, na década de 1980, Jones via como métodos ultrapassados de entender o status social das mulheres. Jones acredita que o poder performativo de atuar o gênero é extremamente útil como referencial, oferecendo novas maneiras de considerar imagens como encenações com sujeitos corporificados em vez de objetos inanimados para o prazer visual dos homens.
De acordo com Butler, a performance de gênero é subversiva porque é "o tipo de efeito que resiste ao cálculo", o que quer dizer que a significação é múltipla, que o sujeito é incapaz de controlá-la e, portanto, a subversão está sempre ocorrendo e é sempre imprevisível.:29 Moya Lloyd sugere que o potencial político das performances de gênero pode ser avaliado em relação a atos passados semelhantes em contextos semelhantes. Por outro lado, Rosalyn Diprose argumenta que, se a vontade do indivíduo e a performance individual estão sempre sujeitas ao discurso dominante de um Outro (ou Outros), o potencial transgressivo da performance se restringe à inscrição de simplesmente outro discurso dominante.
Ásta reconhece os pontos fortes da metafísica de sexo e gênero de Butler, mas levanta preocupações sobre o papel das restrições biológicas na construção do sexo. Ela propõe uma estrutura “conferencialista”, em que tanto o sexo quanto o gênero são construídos socialmente, mas sujeitos a diferentes restrições.